# Gehenna (zespół muzyczny)
Gehenna – norweska grupa muzyczna wykonująca black metal. Powstała 1993 roku w Stavanger. Zespół na ostatnich płytach stylistycznie odchodzi od black metalu, grając techniczny death/black metal.

## Muzycy
Obecny skład zespołu
- Steffen "Dolgar" Simestad - śpiew (od 1993), gitara basowa (od 2000), gitara (1993-2000)
- Morten "Sanrabb Aske" Furuly - gitara (od 1993)
- Skinndød - gitara (od 2011)
- Per "Dirge Rep" Husebø - perkusja (1993-1997, od 2006)

Byli członkowie zespołu
- Kenneth "Svartalv" Svartalv - gitara basowa (1993-1996)
- Noctifer - gitara basowa (1996)
- Frode "E.N. Death" Sivertsen - gitara basowa (1996-2000)
- Frode "Amok" Clausen - gitara, gitara basowa (2000-2011)
- Sir Vereda - perkusja (1993)
- Jan "Blod" Egil Fosse - perkusja (1998-2001)[2]
- S. Winter - perkusja (2001-2005)
- Sarcana - instrumenty klawiszowe (1994-1997)
- Damien - instrumenty klawiszowe (1998-1999)
- Kine Hult - instrumenty klawiszowe (2000-2005)

## Dyskografia
Albumy

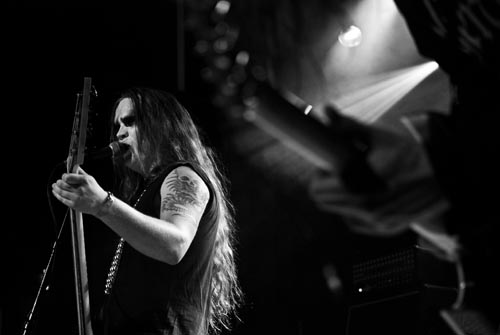
Gehenna, 2008

- Seen Through The Veils Of Darkness (The Second Spell) (1995, Cacophonous Records)
- Malice (Our Third Spell) (1996, Cacophonous Records)
- Adimiron Black (1998, Moonfog Productions)
- Murder (2000, Moonfog Productions)
- WW (2005, Moonfog Productions)
- Unravel (2013, Indie Recordings)

Minialbumy
- Ancestor of the Darkly Sky (1993, Necromantic Gallery)
- First Spell (1994, Head Not Found)
- Deadlights (1998, Moonfog Productions)

Dema
- Black Seared Heart (1993, wydanie własne)

Kompilacje
- Black Seared Heart (1996, Holycaust Records)
- Originators of Northern Darkness - A Tribute to Mayhem (2001, Avantgarde Music)